# Björn Hurtig
Björn Christer Hurtig, född 27 juli 1965, är en svensk försvarsadvokat. 
Hurtig blev ledamot av Sveriges advokatsamfund 2002. Han har verkat som ombud och försvarsadvokat i flera uppmärksammade rättsfall, bland annat utredningen och rättegången mot en dråpmisstänkt läkare vid Astrid Lindgrens barnsjukhus, samt sexbrottsanklagelserna i Sverige mot bland annat Wikileaks-grundaren Julian Assange, den så kallade "Kulturprofilen" Jean-Claude Arnault och även Lisa Holms nu dömda förövare. Han har även biträtt flera personer vid resningsansökningar, bland andra Billy Butt. Han medverkade 2009 i tv-serien Advokaterna i TV4.